# Synthetonychia oliveae
Synthetonychia oliveae is een hooiwagen uit de familie Synthetonychidae.